# Glenea pseudogiraffa
Glenea pseudogiraffa är en skalbaggsart. Glenea pseudogiraffa ingår i släktet Glenea och familjen långhorningar.

## Underarter
Arten delas in i följande underarter:
- G. p. pseudogiraffa
- G. p. taverniersi